# Beatrix Farrand
Beatrix Jones Farrand (1872-1959) fou una paisatgista estatunidenca.
Procedent d'una gran família novaiorquesa, es casa amb Max Farrand, historiador, el 1913. És la neboda d'Edith Wharton.
D'ençà molt jove, fou una apassionada per la jardineria i s'interessà pel paisatgisme i per la concepció de jardins experimentant a la propietat familiar de Bar Harbor. Es definia ella mateixa més aviat com «jardinera del paisatge» que pas paisatgista.
Amb clients cèlebres com Rockefeller demanant-li que concebés els seus jardins i parcs, Beatrix Farrand va ser un paisatgista de gran influència sobre la professió, almenys a Amèrica. És l'única dona membre fundador de l'American Society of Landscape Architects.

## Principals realitzacions
- El jardí de la família Bliss Dumbarton Oaks a Washington DC.
- La residència d'estiu Harkness, Eolia a Waterford, Connecticut, coneguda amb el nom d'Harkness Memorial State Park.
- La residència Rockefeller The Eyrie a Seal Harbor, a Maine
- El Sunken Garden de la família A.A. Pope al Hill-Stead Museum a Farmington.